# Strada Alexandru Lăpușneanu din Chișinău
Strada Alexandru Lăpușneanu  (din secolul al XIX-lea și până în 1924 – str. Ostrojskaia; în 1924-1939 – str. Balș, Arhiepiscop Gurie; în 1939-1944 – str. A. Cotruță; în 1944-1991 – str. Ostrovskogo) este o stradă din centrul istoric al Chișinăului. 
De-a lungul străzii sunt amplasate o serie de monumente de arhitectură și istorie (clădirea fostului orfelinat „Balș”, casa individuală, nr. 10, casa individuală, nr. 14, casa individuală, nr. 16, casa individuală, nr. 22 etc), precum și clădiri administrative (Curtea Constituțională, Spitalul Clinic de Boli Infecțioase „Toma Ciorbă”, Liceul Teoretic „Antioh Cantemir” și altele). 
Strada începe de la intersecția cu str. 31 August 1989, încheindu-se la intersecția cu bd. Ștefan cel Mare și Sfânt.

## Legături externe
- Strada Alexandru Lăpușneanu din Chișinău la wikimapia.org